# 박주경
박주경(1976년 9월 18일 ~ )은 대한민국의 KBS 기자이다. 2000년 KBS 기자 입사했다.

## 학력
- 봉양초등학교
- 정선중학교
- 강릉명륜고등학교
- 연세대학교 사회복지학과

## 경력
- 2000년 2월: KBS 26기 공채 기자
- KBS 정치부 기자
- KBS 국제부 기자
- KBS 사회부 기자
- KBS 문화부 기자
- KBS 인터넷부 기자
- KBS 뉴스제작2부 기자
- 2014년 3월 ~ 2022년 4월: KBS 앵커
- 2022년 4월 ~ 2023년 3월: KBS 보도본부 통합뉴스룸 사회부장
- 2023년 4월 ~ 2023년 11월: KBS 앵커

## 진행

### 텔레비전
- 2014년 ~ 2016년: KBS1 《KBS 뉴스 7》
- 2015년 : KBS 뉴스특보 3월 25일  《용인 도로 공사 현장 붕괴…10여 명 매몰》
- 2018년 ~ 2022년: KBS1 《KBS 뉴스광장》(평일)
- 2023년: KBS1 《KBS 뉴스 9》(주말)

## 수상
- 2013년 제22회 한국방송인동우회 올해의 바른말 보도상

## 저서
- 『따뜻한 냉정』, 파람북(2019)
- 『박주경의 치유의 말들』, 부크럼(2020)
- 『우리가 서로에게 구원이었을 때』, 김영사(2021)